# Муров, Андрей Евгеньевич
Андре́й Евге́ньевич Му́ров (род. 26 марта 1970 года) — первый заместитель генерального директора — исполнительный директор ПАО «Россети», член бюро Союза машиностроителей России, председатель российского национального комитета международного совета по большим электрическим системам высокого напряжения «CIGRE». Доктор экономических наук. В 2013—2020 годах был председателем правления ПАО «ФСК ЕЭС», в 2005—2012 годах возглавлял ОАО «Аэропорт Пулково».

## Биография
Родился 26 марта 1970 года. В 1993 году окончил юридический факультет Санкт-Петербургского государственного университета. В 1998 году прошел профессиональную переподготовку по программе «Финансовый Менеджмент» в Межотраслевом институте повышения квалификации и переподготовки руководящих кадров. В 2009 году получил диплом Государственного университета гражданской авиации по специальности «Организация перевозок и управление на транспорте (воздушный транспорт)».
С 1993 года работал в коммерческих организациях Санкт-Петербурга, начав трудовую деятельность в Городской коллегии адвокатов.
С 2005 по 2012 годы возглавлял «Аэропорт Пулково».
В 2005 году в Санкт-Петербургском государственном университете экономики и финансов защитил кандидатскую диссертацию на тему «Регулирование российского рынка услуг авиаперевозчиков», став кандидатом экономических наук.
В 2008 году в Санкт-Петербургском государственном университете экономики и финансов защитил докторскую диссертацию на тему «Методологические основы государственного регулирования развития авиатранспортной инфраструктуры России», став доктором экономических наук.
С 2012 по 2013 год работал в ОАО «Холдинг МРСК». Одновременно в июле 2012 года назначен первым заместителем председателя правления ПАО «ФСК ЕЭС».
11 ноября 2013 года избран председателем правления ПАО «ФСК ЕЭС». На этом посту он находился до 2020 года, когда состоялась передача полномочий единоличного исполнительного органа ПАО «ФСК ЕЭС» управляющей организации – ПАО «Россети».
25 мая 2014 года Андрей Муров вошёл в состав совета директоров ОАО «Интер РАО».
В 2015 году избран председателем российского национального комитета международного совета по большим электрическим системам высокого напряжения «CIGRE».
В феврале 2019 года Андрей Муров принят в члены бюро Союза машиностроителей России.
С 2020 по 2022 годы — первый заместитель генерального директора — исполнительный директор ПАО «Россети».
В мае 2020 г. избран в состав правления ПАО «Россети».
В ноябре 2022 года в рамках реорганизации Группы «Россети» назначен первым заместителем генерального директора Публичного акционерного общества «Федеральная сетевая компания – Россети», ставшего объединенной материнской организацией электросетевого холдинга. Компания унаследовала сокращенное наименование – ПАО «Россети». 
Также является членом попечительского совета Федерального государственного бюджетного образовательного учреждения высшего профессионального образования «Национальный исследовательский университет «МЭИ».

## Семья
Женат.
Отец — Евгений Муров, директор Федеральной службы охраны Российской Федерации с 18 мая 2000 по 26 мая 2016 года

## Награды и почётные звания
- Орден Александра Невского (21 декабря 2016) — за большой вклад в обеспечение энергоснабжения потребителей Крымского полуострова[5].
- Орден Почёта (23 января 2009) — за достигнутые трудовые успехи и многолетнюю добросовестную работу[6].
- Орден Дружбы.
- Медаль ордена «За заслуги перед Отечеством» II степени (16 ноября 2006) — за большой вклад в подготовку и проведение встречи глав государств и правительств стран — членов «Группы восьми» в городе Санкт-Петербурге[7].
- Звание «Почётный энергетик».